# Kryštofovy Hamry
Kryštofovy Hamry (německy Christophhammer) jsou obec v okrese Chomutov v Ústeckém kraji. Žije v nich 160 obyvatel. Vesnice se nachází v údolí Přísečnického potoka v nadmořské výšce 680 metrů. Okolní krajina byla osídlena již v patnáctém století, ale první zmínky o vesnici jsou až z roku 1720. Prvotní osídlení i počátky vesnice souvisí s těžbou a zpracováním železné rudy. V devatenáctém století bylo železářské podnikání částečně nahrazeno textilním průmyslem, ale všechny podniky zanikly po druhé světové válce v důsledku vysídlení Němců z Československa.
Součástí obce je území někdejšího města Přísečnice, které bylo v roce 1974 zbořeno a zatopeno stejnojmennou přehradou. Kryštofovy Hamry zahrnují katastrální území Černý Potok, Rusová, Přísečnice a Dolina. Obec se skládá ze čtyř částí obce: Kryštofovy Hamry, Černý Potok, Mezilesí a Rusová. V katastrálním území Kryštofovy Hamry stávala osada Hájovna.

## Název
Název Hamr nebo Hamry je odvozen z výrazu ze střední horní němčiny pro kladivo, který se postupně začal používat k označení železáren (podle kladivového stroje). Přívlastek Kryštofovy pochází ze jména svatého Kryštofa, podle kterého byl hamr pojmenován. V historických listinách se jméno vyskytuje ve tvarech: hamr St. Christoph (1651), Christophshammer (1720 a 1787), Christophhammer (1846) nebo Christophhammer a Chrištofovy hamry (1854).

## Historie

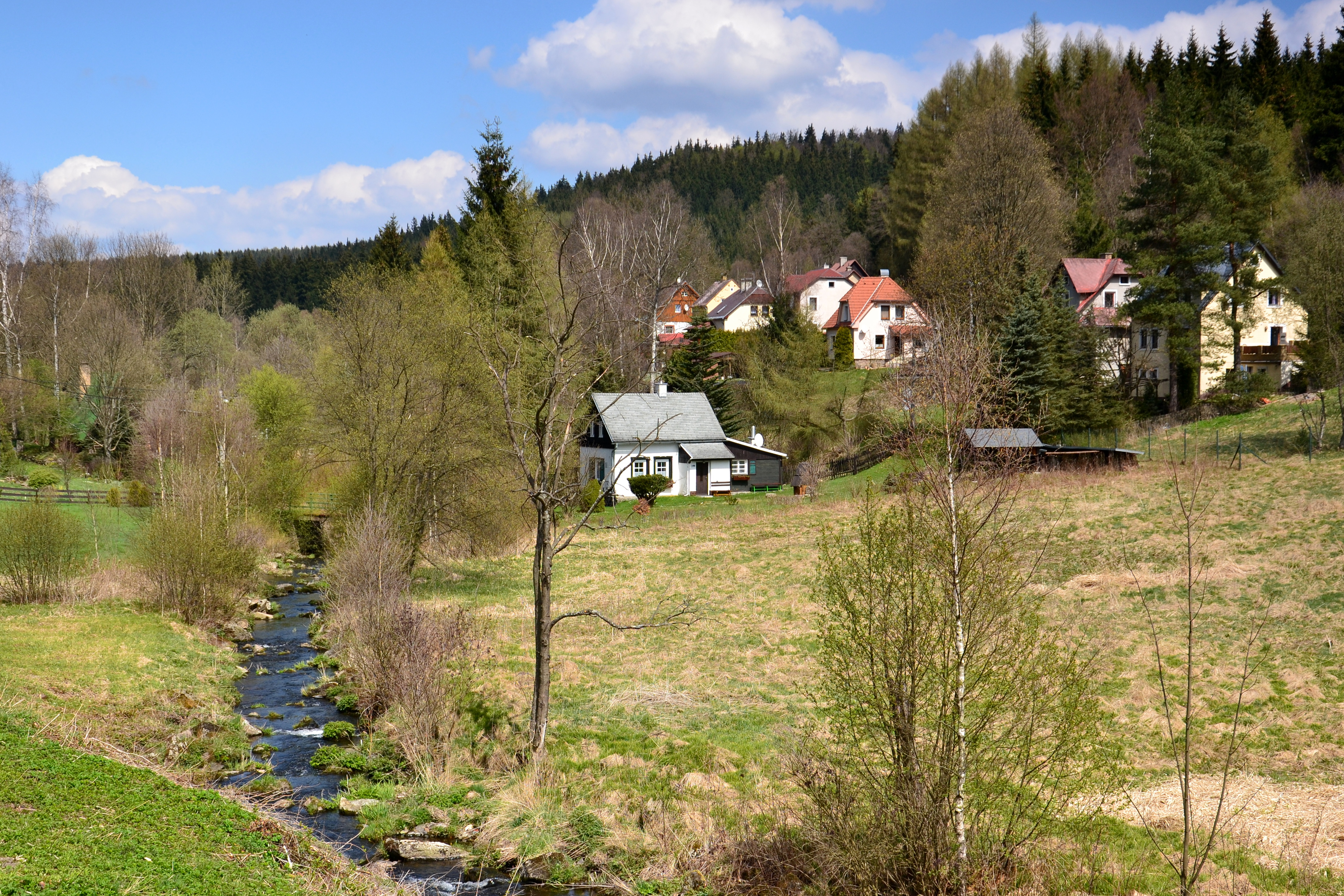
Domy na pravém břehu Přísečnice

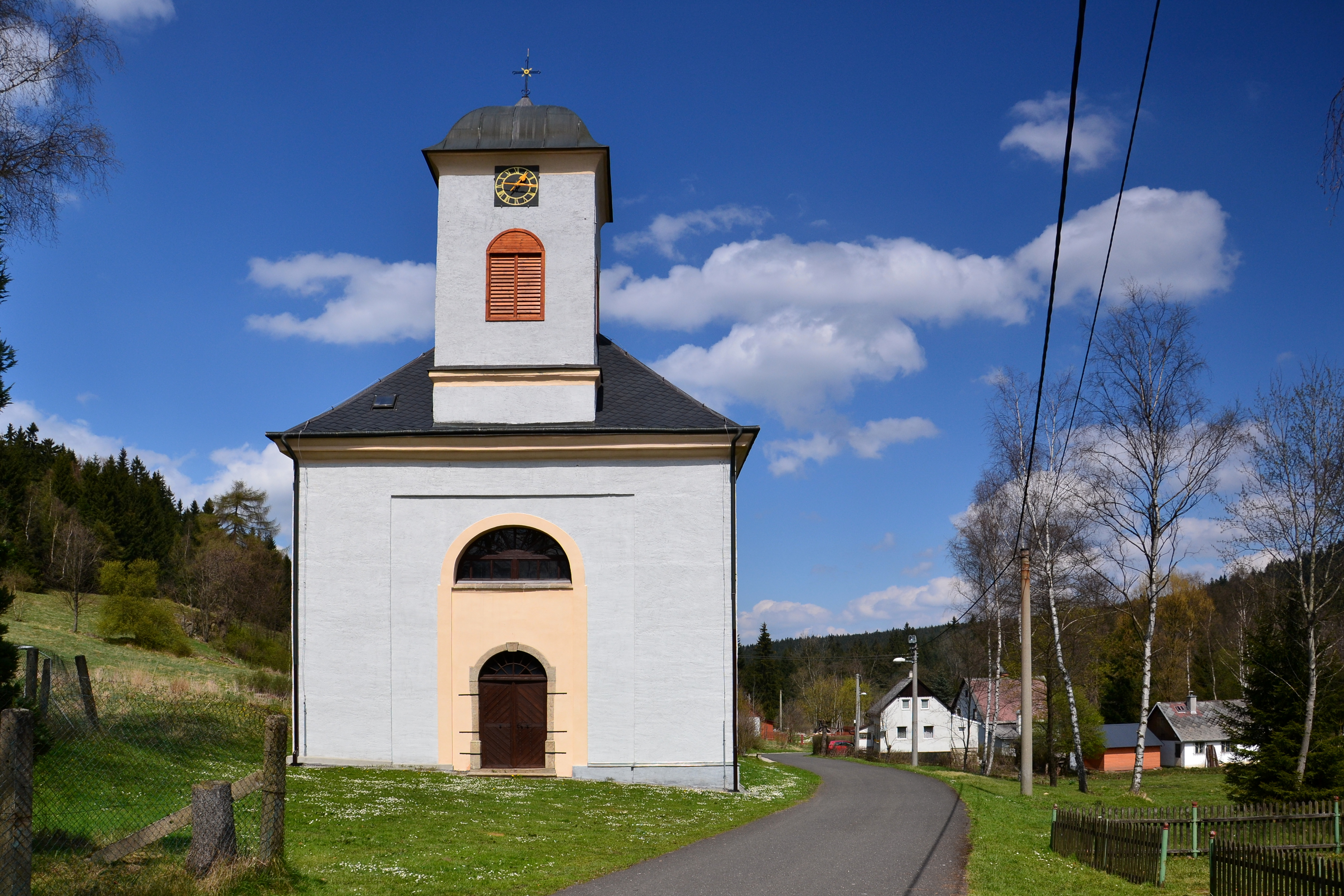
Průčelí kostela svatého Kryštofa

Nejstarší osídlení Kryštofových Hamrů je známé z počátku patnáctého století, kdy zde stával jeden z 26 hamrů v okolí Přísečnice, který zanikl během husitských válek. Další železářský hamr pojmenovaný po svatém Kryštofovi založil roku 1621 jáchymovský hejtman Kryštof Grad z Grünberku, který dostal v letech 1621–1625 přísečnické panství do zástavy. Podnik se skládal z vysoké pece, dvou kováren, mlýna, pily a rybníka. Později byla jedna z kováren přestavěna na měděný hamr a roku 1660 vznikla cihelna.
První písemná zmínka o vesnici pochází až z roku 1720. Deset let poté je doložen hostinec s masným krámem a výstavba domu, kterou povolila správa panství. Původní hamr musel být vzhledem k velké spotřebě dřeva přestavěn na výrobnu kobaltové modři, kromě které se v ní vyráběl prášek používaný místo savého papíru.
V polovině osmnáctého století nastal v Kryštofových Hamrech rozmach podnikání. Vznikaly nové podniky, které se zabývaly výrobou lžic a hřebíků, dva zbrojířské hamry vyráběly bajonety, hlavně a nabijáky. Postavena byla drátovna. Vyráběly se také cvočky a od roku 1847 zápalková dřívka a špejle. Kromě toho lidé pracovali v lese při kácení dřeva, které se na jaře plavilo po Přísečnici do Saska. V domácnostech se paličkovaly krajky a muži si přivydělávali hraním na hudební nástroje v kapelách.
V okolí vesnice a na Jelení hoře se nacházely tři železnorudné doly. V dole Josef se štolou a několika šachtami se dobývala krevelová žíla, která poskytovala velmi dobře tavitelnou rudu. V období 1825–1830 se v dole vytěžilo 138 tun rudy. Těžba v dole Kryštof, který měl stejného majitele, byla menší. Třetí důl, Nové štěstí, je zmiňován pouze v letech 1799–1805 v souvislosti s neúspěšným průzkumem nekvalitní krevelové žíly. Posledním pokusem o těžbu surovin bylo otevření dolů Antonínova štola a Richterův cech. Měla se v nich těžit stříbrná a kobaltová ruda, ale spory mezi majiteli dolů vedly k rychlému ukončení těžby.
Přes množství drobných podniků nebyla hospodářská situace dobrá, a chudoba se ještě zvětšila po ukončení výroby kobaltové barvy v roce 1874. Ke zlepšení podmínek došlo až otevřením pobočky vejprtské firmy Pohl – pletárny, ve které našlo práci 120 žen. Později se v podniku navíjelo hedvábí na cívky. V letech 1891–1892 byl v nedalekém Jöhstadtu zahájen provoz Přísečnické dráhy. Díky ní se ve městě začal rozvíjet průmysl, který zaměstnával také obyvatele Kryštofových Hamrů. V letech 1923–1948 část lidí zaměstnávala také továrna na výrobu krajek a záclon Franze Schmidta, kterému patřila textilní továrna v Přísečnici.

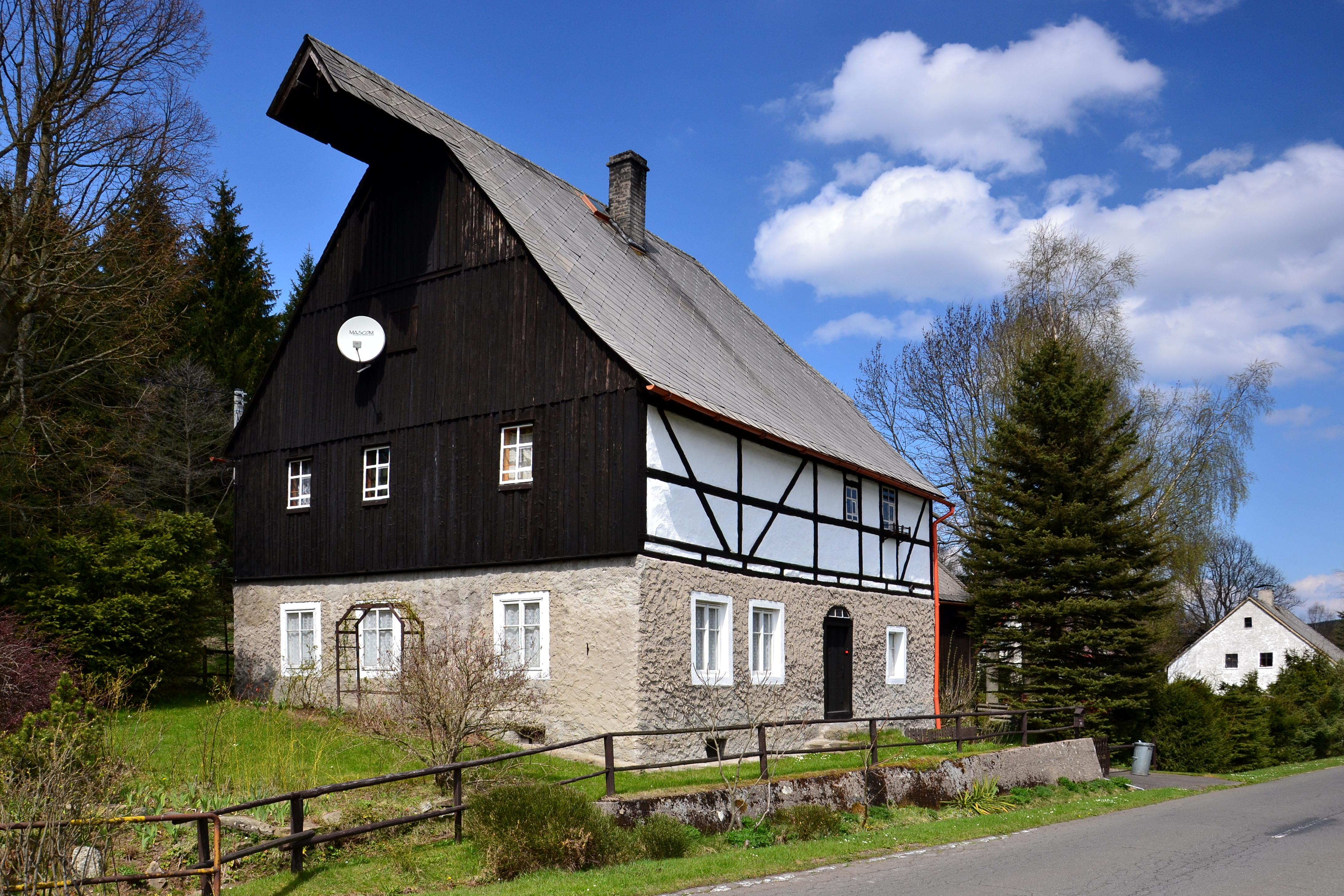
Hrázděný dům v jižní části vesnice

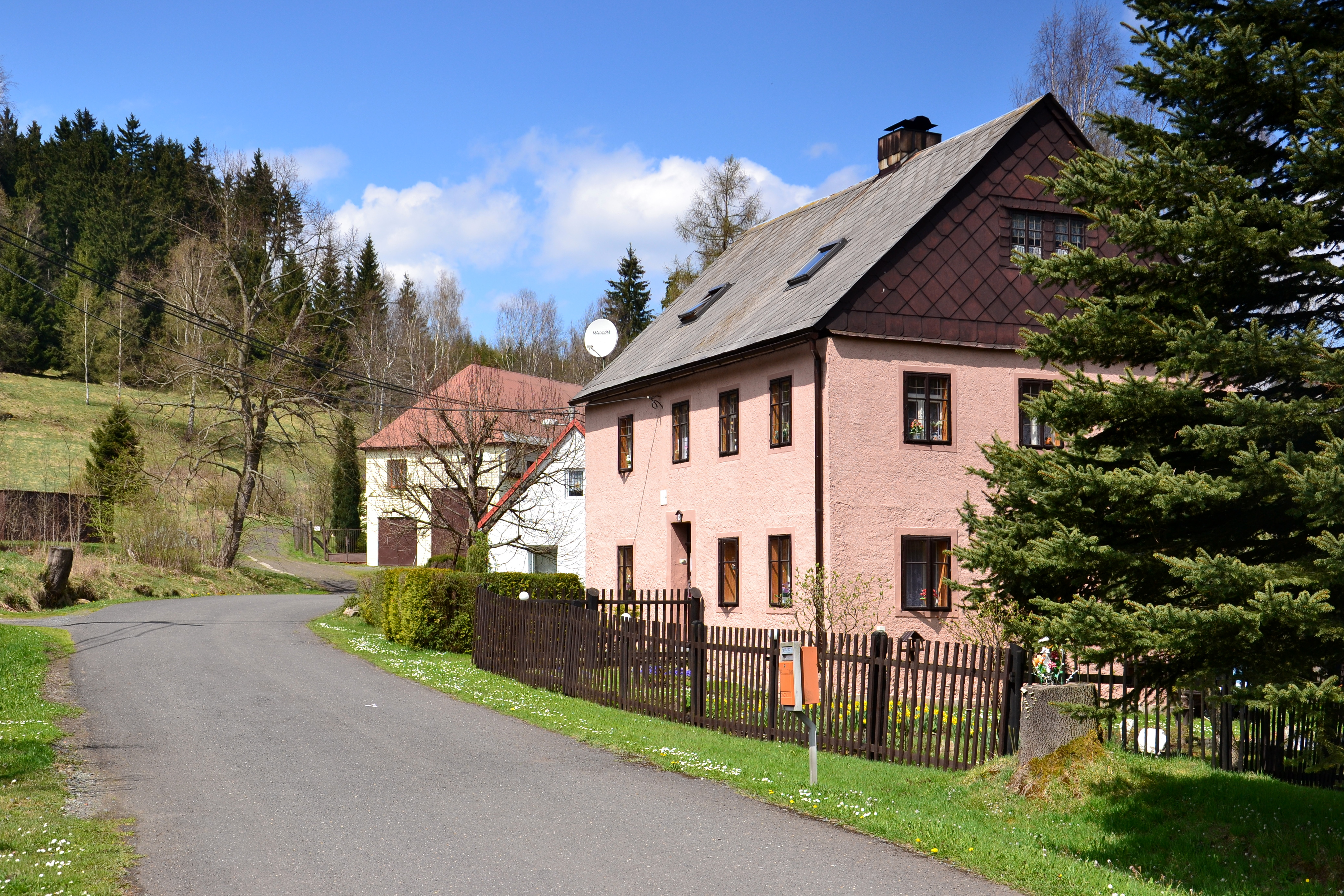
Dům čp. 63

Drobný průmysl přesto nedokázal nabídnout dostatek pracovních míst, a lidé proto pracovali v Sasku i v první polovině dvacátého století. Ze Saska naopak přijížděli návštěvníci, které lákala okolní příroda Krušných hor. Ve čtyřicátých letech dvacátého století ve vesnici fungovaly čtyři hostince, tři obchody s potravinami, tři pekaři, řezník, cukrárna, povoznictví, tři trafiky, obchod s uhlím, dva holiči, tři ševci a chomutovské svépomocné družstvo. Řemeslo provozovali také zedník, truhlář a klempíř. Vysídlení německého obyvatelstva po druhé světové válce způsobilo výrazný pokles počtu obyvatel, v jehož důsledku byla zavřena elektrárna v budově bývalé drátovny, továrna na krajky a záclony a roku 1953 také pila. Odliv obyvatel se zpomalil v období 1954–1966 v souvislosti se zřízením posádky pohraniční stráže. Přesto bylo v letech 1959–1960 zbořeno přibližně sedmdesát nevyužívaných domů.
K oživení vesnice přispělo vybudování vodního díla Přísečnice, ale i tak postupně převládl počet rekreačních objektů nad trvale obydlenými domy. Do roku 1999 ve vsi nebyl obchod a zásobování základními potřebami zajišťovala dvakrát týdně pojízdná prodejna. Po otevření hospody v ní bylo možné objednávat základní potraviny.

## Obyvatelstvo
Při sčítání lidu v roce 1921 zde žilo 674 obyvatel (z toho 328 mužů), z nichž byli čtyři Čechoslováci, 667 Němců a tři cizinci. Kromě tří evangelíků a dvou lidí bez vyznání byli římskými katolíky. Podle sčítání lidu z roku 1930 měla vesnice 789 obyvatel: dvanáct Čechoslováků, 764 Němců a třináct cizinců. Bylo mezi nimi šestnáct evangelíků, dva členové církve československé, 39 lidí bez vyznání a ostatní se hlásili k římskokatolické církvi.
Podle sčítání v roce 1980 v obci žilo 52 obyvatel německé národnosti a jejich podíl na celkovém počtu obyvatel byl 40,3 %, což byla nejvyšší hodnota v tehdejším Československu.
|           | 1869 | 1880 | 1890 | 1900 | 1910 | 1921 | 1930 | 1950 | 1961 | 1970 | 1980 | 1991 | 2001 | 2011 | 2021 |
| --------- | ---- | ---- | ---- | ---- | ---- | ---- | ---- | ---- | ---- | ---- | ---- | ---- | ---- | ---- | ---- |
| Obyvatelé | 574  | 732  | 759  | 774  | 841  | 674  | 789  | 136  | 119  | 91   | 85   | 59   | 57   | 48   | 129  |
| Domy      | 70   | 88   | 91   | 106  | 108  | 106  | 125  | 131  | —    | 28   | 29   | 42   | 27   | 37   | 49   |

## Obecní správa
Kryštofovy Hamry leží v okrese Chomutov v Ústeckém kraji. Patří do obvodu obce s rozšířenou působností Kadaň a jejich pověřený obecní úřad je ve Vejprtech.
Po zrušení patrimoniální správy se Kryštofovy Hamry staly samostatnou obcí, která až do území reformy v roce 1960 patřila do okresu Kadaň (1869–1890, 1950) a do okresu Přísečnice (1900–1930). Až do svého zániku k obci patřila osada Hájovna. Poté Kryštofovy Hamry jako samostatná obec zanikly, a v letech 1961–1974 tvořily část města Přísečnice. Od 30. června 1974 se znovu staly obcí s částmi obce Černý Potok, Mezilesí, Rusová a Kotlina. Kotlina byla od 1. ledna 1979 převedena k Měděnci.
Obecní úřad sídlí v domě čp. 64, ve kterém byl v první polovině dvacátého století provozován hostinec U Kunzů.

### Obecní symboly
V roce 2007 schválilo zastupitelstvo podobu obecního znaku. Znak a vlajka byly obci uděleny rozhodnutím předsedy Poslanecké sněmovny Parlamentu České republiky dne 11. dubna 2008. Strom ve znaku obce symbolizuje úctu k zaniklému městečku Přísečnice. Pod stromem protéká voda, která symbolizuje obec Černý Potok. Jablko ve znaku symbolizuje kostel svatého Kryštofa a název obce. Zkřížená kladívka v pravé dolní části znaku jsou připomínkou hornické minulosti tohoto krušnohorského regionu.

## Hospodářství

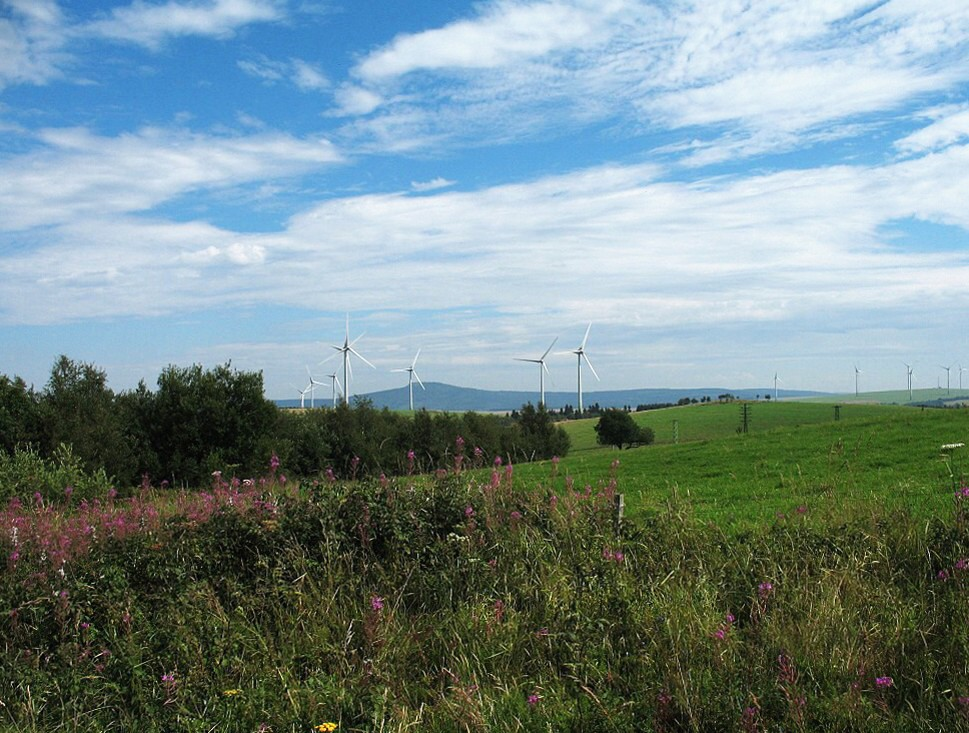
Část větrného parku Kryštofovy Hamry (pohled od bývalého dolu Měděnec)

Na území obce, na hřebenech Krušných hor v nadmořské výšce 800–850 m, zhruba v prostoru mezi železničními zastávkami Měděnec a Rusová na železniční trati Chomutov–Vejprty, se nachází Farma větrných elektráren Kryštofovy Hamry. Turbíny se nacházejí v katastrálních územích Dolina, Rusová a Měděnec. Komplex patří německé společnosti Ecoenerg Windkraft GmbH a v roce 2008, kdy byl uveden do provozu, byl s počtem 21 turbín a celkovým instalovaným výkonem 42 MW největším větrným parkem na území České republiky. Celková výška elektráren dosahuje přibližně 119 metrů. Investiční náklady se v té době pohybovaly okolo 80 milionů korun na jednu turbínu. Jen za první rok zkušebního provozu vyrobil park 94 tisíc megawatthodin a elektřina se prodala za 246 miliónů korun a návratnost investice ve výši 1,46 miliardy korun se tak odhadovala na sedm let.
Na území obce se nachází také menší komplex Větrné elektrárny Rusová, který zahrnuje 3 turbíny s celkovým instalovaným výkonem 7,5 MW. Ten byl uveden do provozu v roce 2007 a provozuje ho společnost Green Lines Rusová, s.r.o.
Příjmy od provozovatelů elektráren tvoří asi třetinu příjmů obce. Obec plánovala povolit výstavbu dalších větrných elektráren, příslušnou změnu územního plánu však blokuje Ústecký kraj.

## Doprava
Roku 1998 byl otevřen hraniční přechod pro pěší vzdálený asi dva kilometry od vesnice, odkud k němu vede žlutě značená turistická trasa.

## Společnost

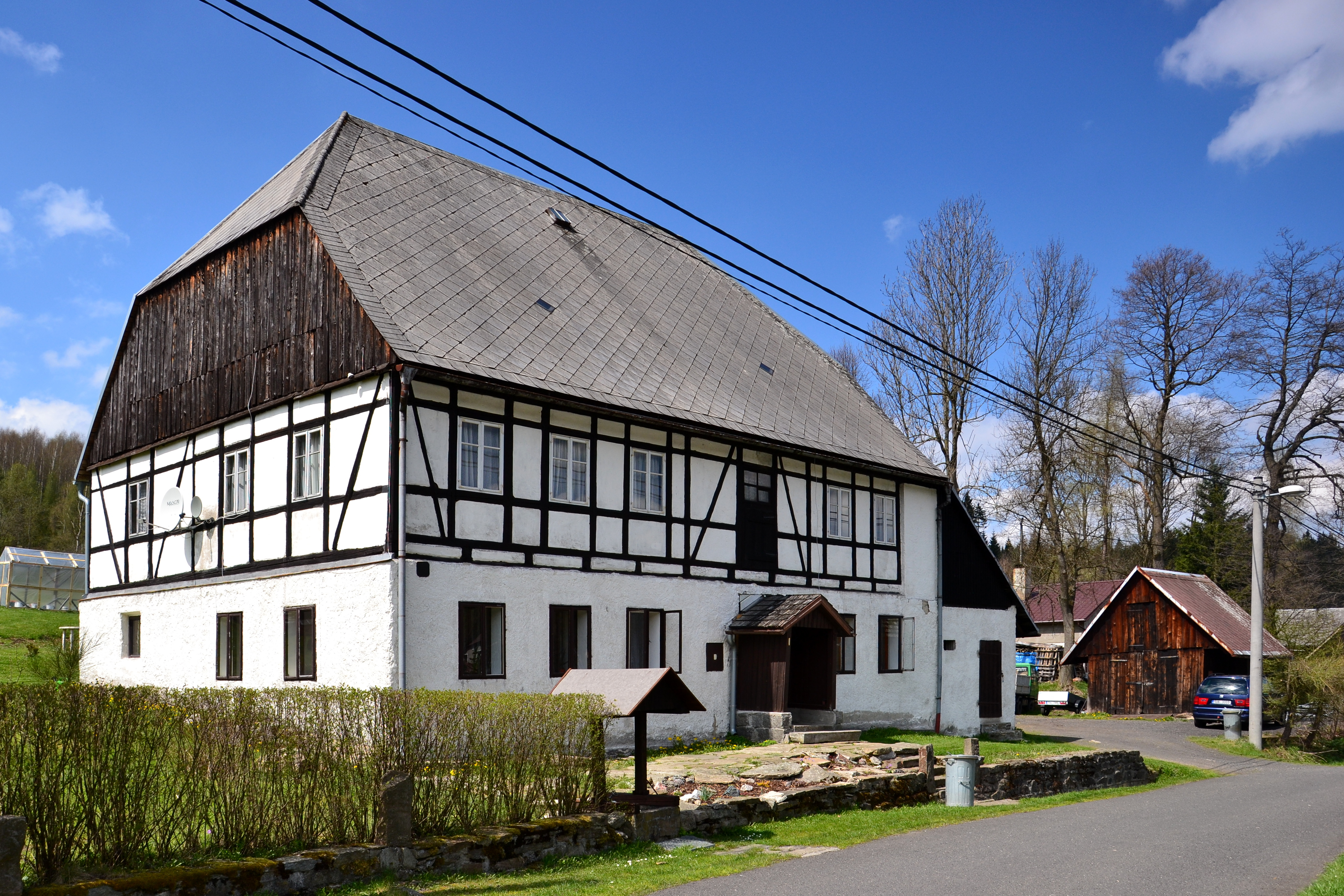
Památkově chráněný hrázděný dům čp. 7

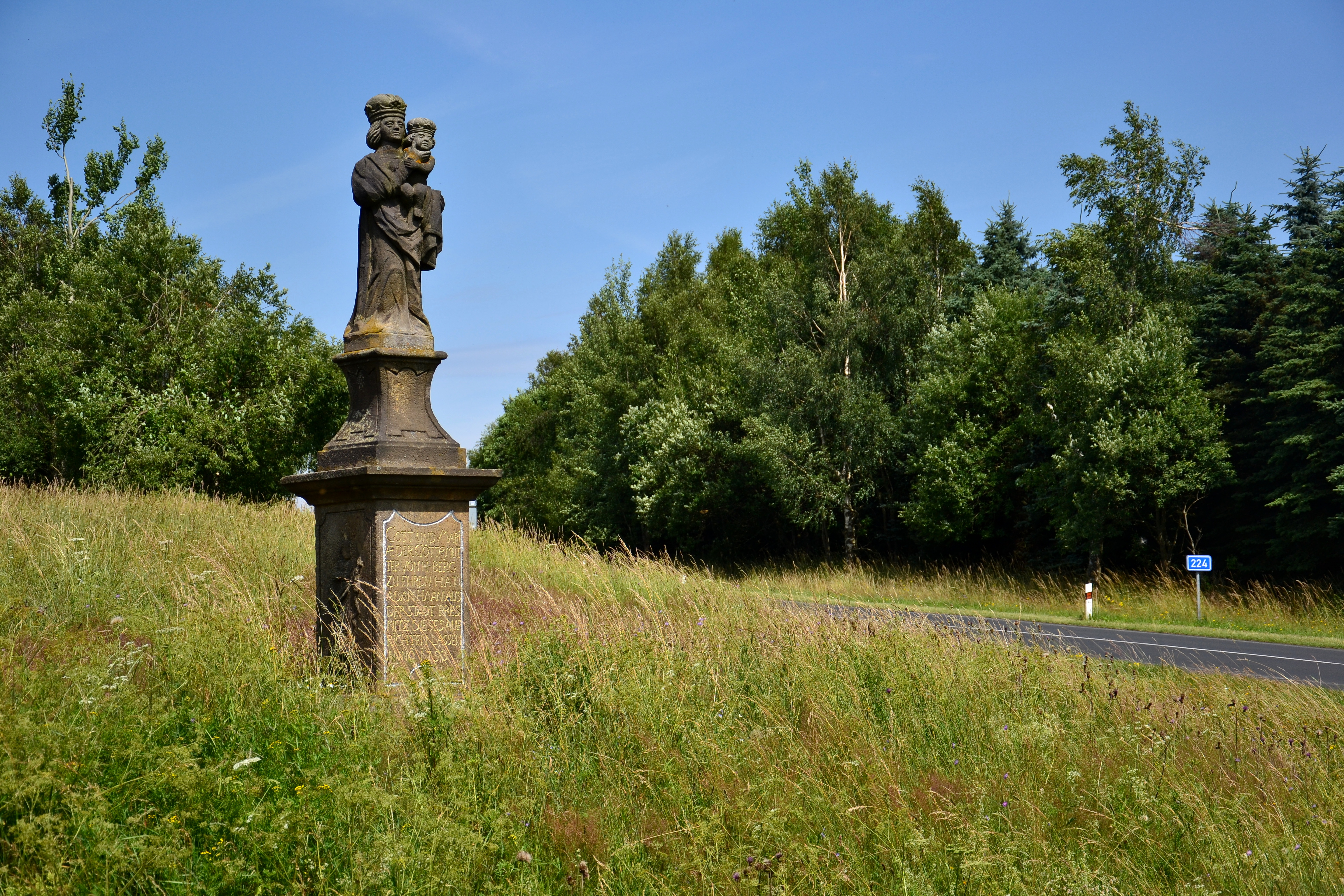
Socha Panny Marie u křižovatky silnic II/223 a II/224

### Školství
Škola byla v Kryštofových Hamrech již v roce 1770 a fungovala až do roku 1971. Školní budovu postavenou roku 1838 převzala v roce 1952 posádka pohraniční stráže, a vyučování potom probíhalo v jiném domě. V devadesátých letech dvacátého století byl areál bývalé pohraniční stráže upraven na výcvikové středisko Střední policejní školy ministerstva vnitra. V roce 2018 v něm působilo odloučené pracoviště Vyšší policejní školy a Střední policejní školy MV v Praze, zaměřené na výcvikovou a vzdělávací činnosti školy a dalších složek ministerstva vnitra a policie.

### Kultura
Kulturní akce organizuje Sbor dobrovolných hasičů obce Kryštofovy Hamry. V roce 2009 byla ukončena oprava střechy na kostele svatého Kryštofa a rekonstrukce věžních hodin. V tomto roce byl také zaveden do obce Kryštofovy Hamry a Černý Potok internet.

## Pamětihodnosti
- U křižovatky silnic II/223 a II/224 stojí památkově chráněná socha Panny Marie z roku 1753. Původně stávala naproti hřbitovu v zaniklé Přísečnici.[30]
- Jedinou kulturní památkou přímo ve vesnici je dům čp. 7 postavený okolo roku 1800. Má zděné přízemí, hrázděné patro s bedněnými štíty a polovalbovou střechu.[31]
- Empírový kostel svatého Kryštofa byl postaven v letech 1829–1832. Na hlavním oltáři je obraz svatého Kryštofa z roku 1832 od malíře Josefa Führicha.[32]
- Poblíž kostela stojí pomník Julia Fučíka, obětem fašismu a padlým za druhé světové války z roku 1958.[11]